# 普鲁登托波利斯
普鲁登托波利斯是巴西巴拉那州的一个市镇。总面积2307.897平方公里，总人口50614人，人口密度21.9人/平方公里。